# Pierre-Louis-Anne Drouyn de Vaudeuil
Pierre-Louis-Anne Drouyn de Vaudeuil, baron de Bruys et vicomte de Lhuys, (28 novembre 1726, Paris - 6 octobre 1788, château de Bruys), est un magistrat français.

## Famille
Il est le fils de Louis-François Drouyn de Vaudeuil, président des trésoriers de France à Soissons, et de Marie-Charlotte Masson. Il est le beau-frère de César-François Cassini.
Il épouse Anne Marie Charlotte Le Roy de Sanguin. De leur union naissent trois enfants : 
- Marie Charlotte Claude Drouyn de Vandeuil (1752-1814) qui épouse en 1776 Charles Honorine Berthelot de Villeurnoy (1749-1799), maître des requêtes ; celle-ci rédige des poésies et des comédies en 1781 pour fêter le rétablissement de son père au château de Bruys[2];
- Marie Edmée Victoire Drouyn de Vandeuil qui épouse en 1783 son beau-frère, Charles Hyppolite Berthelot, vicomte de la Villeurnoy (1752-1826)[3].
- Pierre Jean Charles Drouyn de Vandeuil (1760-1843), conseiller au parlement de Paris en 1778, puis maître des requêtes en 1785[4].

Il est le grand-oncle d'Édouard Drouyn de Lhuys.

## Une carrière de magistrat
Il devient conseiller au parlement de Paris en 1746. Il est nommé premier président du parlement de Toulouse en 1769 ; il devient mainteneur de l'Académie des Jeux floraux en 1770. Il est nommé conseiller d'État en 1775.
Il fait l'acquisition du grand et du petit hôtel de Lesdiguières en 1776 (no 12 et 14, rue de la Cerisaie à Paris).

## Sources
- Mercure de France, 1788